# سیارک ۶۵۱۴
سیارک ۶۵۱۴ (به انگلیسی: 6514 Torahiko، نامگذاری:1987WY) شش هزار و پانصد و چهاردهمین سیارک کشف شده‌است که در ۲۵ نوامبر ۱۹۸۷ کشف شد.
قدر مطلق سیارک برابر ۱۲٫۹۰ است.